# Walther Tritsch
Walther Tritsch (* 23. November 1892 in Wien, Österreich-Ungarn; † Januar 1961 in Ascona) war ein österreichischer Schriftsteller, Übersetzer und Historiker.

## Leben
Tritsch wurde 1892 als Sohn von Ernestine (Erna) Tritsch, geb. Inwald von Waldtreu und des Hof- und Gerichtsadvokaten Adolf Tritsch in Wien geboren. Sein Großvater mütterlicherseits war der Politiker und Glasindustrielle Josef Inwald.
Er studierte in Graz, Heidelberg, Jena und Straßburg und wurde 1916 zum Dr. phil. und zum Dr. jur. promoviert. In der Folge arbeitete er als freier Schriftsteller und Übersetzer in Berlin. 1929–33 unterrichtete er am College of Europe in Bruges bei Bordeaux. 1935 kehrte er nach Österreich zurück, 1938 floh er vor den Nationalsozialisten nach Paris und arbeitete dort als Professor am Institut Catholique (Katholisches Institut).
Dort betätigte sich Tritsch als Organisator der Liga für das geistige Österreich. 1941 kurzzeitig in einem französischen Internierungslager gefangen gehalten, beteiligte Tritsch sich während des Zweiten Weltkriegs am französischen Widerstand, indem er kommunistische Flüchtlinge dabei unterstützte, sich auf dem Land zu verstecken.
Ab 1946 unterrichtete Tritsch erneut am Katholischen Institut in Paris, gab 1952 jedoch seine Professur auf und lebte seitdem als freier Publizist und Übersetzer in Ascona.

## Publikationen (Auswahl)
Als Autor
- Erneuerung einer Nation. Die Deutschen und ihr Staat. (1931)
- Europa im Zwielicht. (1931)
- Metternich. Glanz und Versagen. (1934)
- Wallenstein. Herr des Schicksals, Knecht der Sterne. (1936)
- Europa und die Nationen. (1953)
- Die Erben der bürgerlichen Welt. (1954)
- Christliche Geisteswelt. (2 Bde., 1957)
- Die Wirtschaftsdynamik unserer Zeit. (1959)

Als Übersetzer
- zusammen mit Hugo Ball:  Dionysios Areopagita, Die Hierarchien der Engel und der Kirche. (1955)
- Dionysios Areopagita, Mystische Theologie und andere Schriften. (1956)